# Сібайський міський округ
Сіба́йський міський округ (рос. Сибайский городской округ) — адміністративна одиниця Республіки Башкортостан Російської Федерації.
Адміністративний центр — місто Сібай.

## Населення
Населення району становить 62391 особа (2019, 63838 у 2010, 60144 у 2002).

## Склад
До складу міського округу входять такі населені пункти:
| Населений пункт | Населення, осіб (2002) | Населення, осіб (2010) |
| --------------- | ---------------------- | ---------------------- |
| Сібай, місто    | 59082                  | 62763                  |
| Туяляс, село    | 1062                   | 1075                   |